# スポーツイベント
株式会社スポーツイベントは、スポーツ関連書籍を扱う日本の出版社。東京都千代田区内神田2丁目に本社を置く。

## 概要
グローバル教育出版スポーツ事業部発売の書籍の発行などを行っている。特にハンドボール関連は唯一の専門誌である「スポーツイベント ハンドボール」を発売していたが、2025年1月31日発売の『2025年2・3月号』を以って休刊した。かつてはバスケットボール関連書籍も扱っていた。
1995年に当時編集長であった野村彰洋は、クウェートで行われたアトランタオリンピック予選を取材した際に、中東寄りの判定を疑問視し、中東寄りの判定を中東の笛と名付けて誌面で不正を訴えた。この件は国家間の力関係など「政治・経済とスポーツの関係」の議論に波紋を投じる結果に至り、映像証拠などの徹底が各関係団体に広がる機会となった。

## 出版物
- ダイナミック・ハンドボール
- FLY HIGH!
- スポーツイベント バスケットボール（休刊）
- スポーツイベント ハンドボール（休刊）